# Run Away (dal)
A Run Away (magyarul: Fuss el) egy popdal, mely Moldovát képviselte a 2010-es Eurovíziós Dalfesztiválon. A dalt a moldáv Olia Tira adta elő a SunStroke Project-tel angol nyelven.
A dal a 2010. március 6-án rendezett moldáv nemzeti döntőn nyerte el az indulás jogát. A döntőben a közönségtől és a zsűritől is a legtöbb szavazatot kapta, így az első helyen végzett.
Az Eurovíziós Dalfesztiválon a dalt először a május 25-én tartandó első elődöntőben adták elő, a fellépési sorrendben elsőként, az orosz Peter Nalitch & Friends Lost and Forgotten című dala előtt. Az elődöntőben ötvenkettő ponttal a tizedik, az utolsó továbbjutó helyen végzett.
A május 29-én rendezett döntőben a fellépési sorrendben negyedikként adták elő a házigazda norvég Didrik Solli-Tangen My Heart Is Yours című dala után, és az izlandi Jon Lilygreen & The Islanders Life Looks Better in Spring című dala előtt. A szavazás során huszonhét pontot szerzett, és ez a huszonkettedik helyet jelentette a huszonöt fős mezőnyben.
A következő moldáv induló a Zdob și Zdub együttes So Lucky című dala volt a 2011-es Eurovíziós Dalfesztiválon.